# جام خیریه انگلستان ۱۹۹۴
 جام خیریه انگلستان ۱۹۹۴ ، ۷۲امین رقابت سالانه مابین قهرمانان لیگ برتر انگلستان و جام حذفی فوتبال انگلستان است.
این مسابقه در تاریخ ۱۴ آگوست ۱۹۹۴ مابین تیم‌های منچستر یونایتد و بلکبرن در ورزشگاه ومبلی لندن برگزار شده‌است.
تیم منچستر یونایتد در این مسابقه توانست با نتیجه دو بر صفر به پیروزی برسد.

## جزئیات مسابقه
| منچستر یونایتد                  | ۲ – ۰ | بلکبرن |
| ------------------------------- | ----- | ------ |
| کانتونا ۲۲' (پنالتی) · اینس ۸۱' |       |        |